# Fractura (geologia)

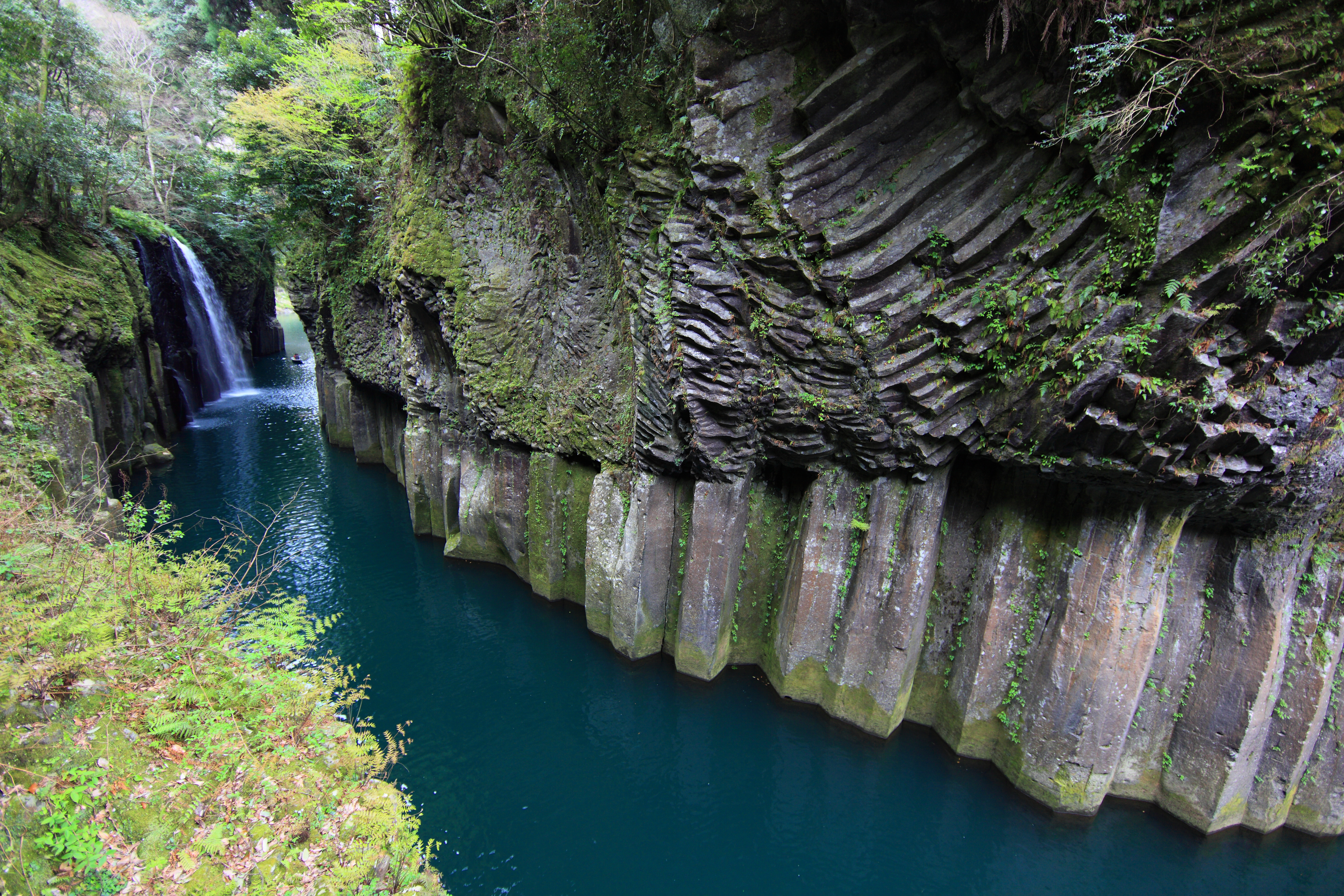
Fractures a Takachiho-kyo, Nishi-Usuki-gun, Miyazaki-ken, Japó.

Una fractura és el pla de separació o discontinuïtat a una formació geològica que la divideix en dues o més seccions i sense necessitat que es produeixi desplaçament de les masses separades.

## Particularitats
Les fractures es poden donar a un cingle o a una falla i poden ser simples o múltiples. La causa més comuna d'una fractura és l'acció de tensions tectòniques que ultrapassen el límit d'elasticitat i de resistència de les capes de roca i provoquen ruptura de la massa rocosa.
Les fractures poden contribuir a l'amillorament de la permeabilitat d'un terreny, facilitant el flux de l'aigua o dels hidrocarburs. Zones molt fracturades poden constituir, generalment, bons aqüífers amb la capacitat d'emmagatzemar quantitats d'aigua més grans que no pas zones on la fracturació és absent.